# Château de Lacoste (Salviac)
Le château de Lacoste est un château situé à Salviac, en France.

## Localisation
Le château est situé sur le territoire de la commune de Salviac, dans le département français du Lot.

## Historique
Les barons de Gourdon ont fondé la cité de Salviac au Xe ou XIe siècle. Il reste peu de traces du castrum primitif. 
Le château Lacoste dit « des templiers » est implanté sur l’ancienne tour des Cazelles, maison noble probablement érigée au XIIIe siècle par un chevalier vassal des barons à l’emplacement supposé de la partie occidentale de l'enceinte du castrum primitif. Cette maison noble comprenait une tour carrée et une aile occidentale contiguë.
Dans son hommage de Bertrand de Gourdon au comte de Toulouse, en 1226, le fief de Salviac est inclus dans ses biens. Son fils, Guillaume de Gourdon, fondateur de l'abbaye Sainte-Marie de Gourdon, renouvelle l'hommage en 1246. Son gendre Aymeric de Malemort, fils de Géraud de Malemort, sénéchal du roi dans le Quercy, a recueilli l'héritage. Elle est vendue en 1310 à Pierre de Balène, puis achetée en 1337 par Philippe de Jean, seigneur des Junies. Un peu avant 1387, le fief devient une possession des Cazeton, qui deviennent barons de 
Salviac. À partir de 1438 la baronnie de Salviac revient aux Durfort-Boissières, qui l'ont conservé jusqu’à la Révolution.
La maison forte est occupée au XVIe siècle par les du Sirech. La maison médiévale a été remodelée au début du XVIe siècle en articulant la maison autour de la tour circulaire d'escalier à demi engagée dans l'angle nord-est de deux ailes en équerre. 
Le château prend le nom de Lacoste au siècle suivant quand il est devenu la propriété des Gransault-Lacoste. 
Au XVIIe siècle, les membres de la famille Gransault de Lacoste sont chargés de la gestion des biens des seigneurs de Durfort. Leur réussite a permis à Pierre Gransault de Lacoste d'acheter le château en 1780 auprès des héritiers de Jean du Sirech.
L'édifice est inscrit au titre des monuments historiques le 13 juillet 1962.

## Références

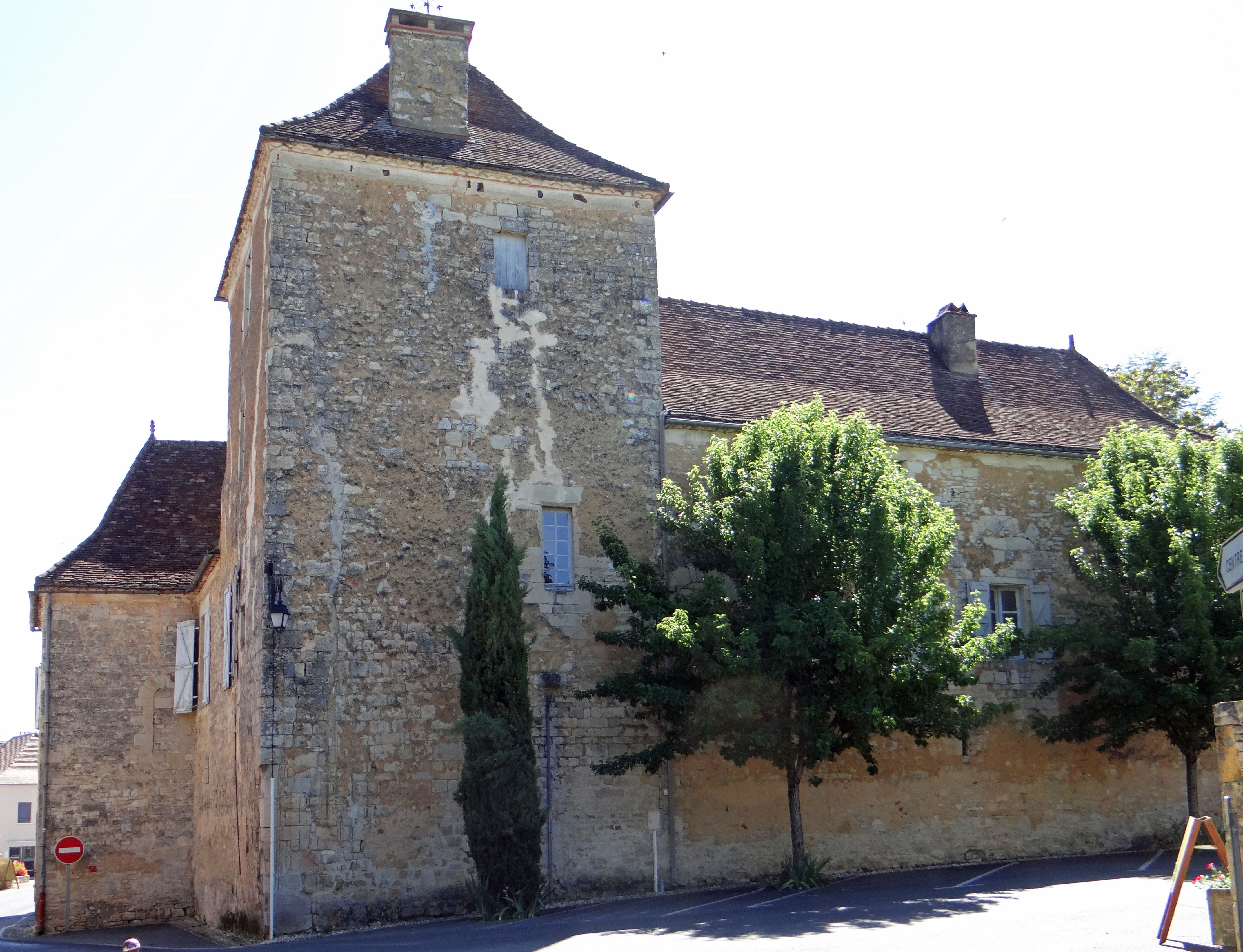